# Calycorectes belemii
Calycorectes belemii är en myrtenväxtart som beskrevs av Joáo Rodrigues de Mattos. Calycorectes belemii ingår i släktet Calycorectes och familjen myrtenväxter. Inga underarter finns listade i Catalogue of Life.